# 山口修 (歴史学者)
山口 修（やまぐち おさむ、1924年2月22日 - 1998年9月13日）は、日本の東洋史学者、聖心女子大学名誉教授。専門は日中交渉史、郵便事業史。

## 経歴
神奈川県出身。弟は映画・メディア研究者の江藤文夫（本名：山口欣次）。東京帝国大学文学部卒。熊本大学助教授、1972年聖心女子大学教授を経て、佛教大学教授。

## 著書
- 『開けゆく東洋』（筑摩書房、世界史の人びと3） 1955
- 『東洋史ものがたり』（筑摩書房、小学生全集） 1956
- 『日本の歴史』（筑摩書房、グリーンベルト・シリーズ） 1963
- 『天草』（金竜堂） 1963
- 『蒙古襲来 元寇の真実の記録』（桃源選書） 1964
- 『通信今昔 郵便電電放送のあゆみ』（柏書房） 1964
- 『ふたつの邪馬台国』（淡交新社） 1968
- 『中国人 広い国土と七億の民』（さ・え・ら書房、この民族が歩いた道） 1972
- 『郵便貯金の100年』（郵便貯金振興会） 1977.3
- 『外国郵便の一世紀』（国際通信文化協会） 1979.3
- 『郵政のあゆみ111年』（ぎょうせい） 1983.3
- 『日本記念切手物語 戦前編』（日本郵趣出版） 1985.7
- 『航空郵便沿革史』（ぎょうせい、郵政事業史論集 第1集） 1985.
- 『前島密』（吉川弘文館、人物叢書） 1990.5
- 『中国史を語る』（山川出版社） 1990.3
- 『台湾の歴史散歩』（山川出版社、アジア歴史散歩シリーズ） 1991.4
- 『情報の東西交渉史』（新潮選書） 1993.1
- 『天皇 最長不倒の帝王』（PHP研究所） 1994.12
- 『東洋文化史』（佛教大学通信教育部） 1995.3
- 『東洋文明と日本 東アジアを貫く精神』（PHP研究所） 1996.9
- 『読んで役立つ中国史55話 』（山川出版社） 1996.3
- 『この1冊で「中国の歴史」がわかる!』（三笠書房、知的生きかた文庫） 1996.5
- 『日中交渉史 文化交流の二千年』（東方書店、東方選書） 1996.7
- 『中国佛教史』（佛教大学通信教育部） 1997
- 『故事成語ものしり豆事典』（三笠書房、知的生きかた文庫） 1998.3

## 共編著
- 『世界の切手 ハンドブック』（福音館日用文庫） 1958
- 『世界史のナゾ』（三浦一郎共著、毎日新聞社） 1966
  - 改題『世界史のふしぎ発見』大陸文庫 1992 /『不思議おもしろ世界史』（三笠書房、知的生きかた文庫)  1993
- 『黄河のほとり』（松本雅明共著、集英社、世界の歴史3） 1968
- 『アジアのあらし』（栗原益男共著、集英社世界の歴史6） 1968
- 『東洋の専制帝国』（山本達郎共著、集英社世界の歴史8） 1968
- 『東洋の古典文明』（松本雅明・山崎利男共著、社会思想社・現代教養文庫、世界の歴史3） 1974
- 『六朝と隋唐帝国』（布目潮渢共著、社会思想社・現代教養文庫、世界の歴史 4） 1974
- 『宋朝とモンゴル』（栗原益男共著、社会思想社・現代教養文庫、世界の歴史6） 1974
- 『郵便貯金 活力ある社会への貢献』（原司郎共著、ぎょうせい） 1982.3
- 『ハンドブック年表世界史』（山川出版社）1985、増補改訂版1997.4
- 『郵便博物館』（ぎょうせい） 1987.4
- 『創業75年簡易保険事業史稿』（簡易保険加入者協会） 1991.10
- 『中国の歴史散歩』全4巻（鈴木啓造共編、山川出版社、アジア歴史散歩シリーズ） 1993 - 1997

## 翻訳
- 『アメリカ彦蔵自伝』（ジョセフ・ヒコ、中川努共訳、平凡社〈東洋文庫〉全2巻） 1964、ワイド版2003
- 『図説 中世の世界』（コリン・プラット、堀越孝一と監訳、朝日新聞社） 1983

## 参考
- 『日本人名大辞典』